# Гранд-Егбланш
Гранд-Егбланш (фр. Grand-Aigueblanche) — муніципалітет у Франції, у регіоні Овернь-Рона-Альпи, департамент Савоя. Гранд-Егбланш утворено 1 січня 2019 року шляхом злиття муніципалітетів Егбланш, Ле-Буа i Сент-Уаян. Адміністративним центром муніципалітету є Егбланш. Населення — 3809 осіб (01.01.2021).